# Petites fesses juvéniles pour membres bienfaiteurs
 Pour plus de détails, voir Fiche technique et Distribution
Petites fesses juvéniles pour membres bienfaiteurs, également connu sous le titre Violée par un nain (Il nano erotico), est un film pornographique italien réalisé par Alberto Cavallone et sorti en 1982.
Le film est premier volet d'une trilogie, comportant également Pat, una donna particolare et ...e il terzo gode - La gang delle porno mogli.

## Fiche technique
- Titre français : Petites fesses juvéniles pour membres bienfaiteurs ou Violée par un nain ou Baby-sitter[1],[2]
- Titre original italien : Il nano erotico[3]
- Réalisateur : Alberto Cavallone (sous le nom de « Baron Corvo »)
- Photographie : Maurizio Centini (sous le nom de « Maurice Arceau »)
- Musique : Ubaldo Continiello
- Production : Martial Boschero
- Société de production : Gioia Cinematografica
- Pays de production :  Italie
- Langue originale : italien
- Format : couleurs
- Durée : 97 minutes
- Genre : Film pornographique
- Dates de sortie :
  - Italie : 1982
  - France : 8 mai 1985

## Distribution
- Franco Coltorti (sous le nom de « Joseph Fine ») :
- Dominique Saint Clair : Dominique, la femme du nain
- Serwan A. Hoshvar : Johnny
- Sabrina Mastrolorenzi (sous le nom de « Sabrina ») : Sabrina
- Alessandro Eusebi (sous le nom de « Alex Eusebi ») :
- Petit Loup : Willy / le voyeur
- Nadine Roussial : Nadine
- Marc Aletti : Chauffeur

## Accueil critique
« Devenu au fil du temps une oeuvre quasiment culte, très recherchée par les amateurs du genre, Violée par un nain doit essentiellement cette réputation à son nain vedette et ses diverses perversions qui en font une oeuvre ô combien malsaine. Hormis cela, le film en lui même est assez ennuyant et ce ne sont ni la mise en scène plutôt affligeante, ni la photographie franchement laide encore moins l'interprétation approximative qui risquent de changer les choses. »

— Eric Draven